# Raulino Horn
Raulino Júlio Adolfo Horn (Laguna, 1 de julho de 1849 – Florianópolis, 26 de setembro de 1927) foi um farmacêutico, jornalista e político brasileiro. Foi presidente de Santa Catarina em 1889, como membro da junta governativa estabelecida no estado após a Proclamação da República Brasileira.
Filho do farmacêutico alemão Eduardo Amadeus Adolfo Horn (1799-1866), nascido no Reino da Prússia, que imigrou para o Brasil em 1838, e de Claudina Bernardina de Oliveira Medeiros.
Formou-se em farmácia pela Faculdade de Medicina do Rio de Janeiro, seguindo a profissão de seu pai, onde manteve contato com outros catarinenses envolvidos por ideais republicanos e abolicionistas, entre eles, Saldanha Marinho e Esteves Júnior.
Foi fundador do Partido Republicano Catarinense (PRC), em 27 de junho de 1887, e do Clube Abolicionista do Desterro.
Com a proclamação da república foi um dos três membros da junta governativa catarinense. Na ocasião em que Lauro Müller assumiu o primeiro governo republicano, foi o primeiro vice-governador do estado, tendo assumido o governo de 24 de agosto a 29 de setembro de 1890, e de 5 a 8 de outubro de 1890, passando o governo ao segundo vice-governador Gustavo Richard, seguindo para o Rio de Janeiro, onde assumiu o cargo de senador da república, de 1890 a 1899.
Foi deputado à Assembleia Legislativa de Santa Catarina na 10ª legislatura (1919 — 1921), na 11ª legislatura (1922 — 1924) e na 12ª legislatura (1925 — 1927). Presidente da Assembléia nas 10ª e 11ª legislaturas, substituiu o governador Hercílio Luz por quatro vezes, de 24 de abril a 28 de maio de 1920, de 30 de agosto a 27 de setembro de 1920, de 31 de outubro de 1921 a 12 de agosto de 1922, e de 16 de agosto a 28 de setembro de 1922.

## Homenagens
- Escola de Educação Básica Raulino Horn, em Indaial.[1]
- Rua Raulino Horn, no centro de Laguna.[1]